# Ili-Išar
Ili-Išar ali Ilum-Išar (𒀭𒄿𒊬, Il3-Ishar) je bil po padcu Akadskega kraljestva od okoli  2084 do 2072 pr. n. št. vladar mestne države Mari v severni Mezopotamiji.  Na prestolu je nasledil svojega očeta Apil-kina, njega pa je nasledil brat Tura-Dagan. 
Naslavljal se je s šakkanakku (vojaški guverner), tako kot vsi vladarji iz dinastije, ki je vladala v Mariju v poznem 3. in zgodnjem 2. tisočletju pr. n. št. Vladarji so bili potomci vojaških guvernerjev, ki so jih imenovali akadski kralji. Bil je sodobnik Tretje urske dinastije in verjetno njen vazal.
V Mariju je bilo najdenih več zidakov, na katerih je v njegovem imenu opisana gradnja kanala: 
"Ilum-išar, šakkanakku Marija,  je zgradil  Ḫubur do Bāb-Mērja"
- Ili-Išarjev napis v Mariju
V enem od napisov Ili-Išar uporablja naslov dannum (veliki), ki je postavljen pred naslov šakkunakku (vojaški guverner). Takšno naslavljanje je uvedel akadski kralj Naram-Sin, v Mariju pa je prvič dokazano v napisih vladarja Apil-kina.
- Napis  "Ili-Išar, šakkanakku Marija"  na enem od zidakov
- Ilum-Išarjevi napisi, izkopani v Mariju